# Herberts Cukurs
Herberts Cukurs (17. května 1900 Liepāja, Ruské impérium – 23. února 1965 Shangrilá, Uruguay) byl lotyšský pilot. Byl členem Arajs Kommanda, skupiny, která se podílela na masovém vyvražďování lotyšských Židů během holokaustu. Cukurs nikdy nestál před soudem, ačkoli existuje řada svědectví, která ho spojují s válečnými zločiny. V roce 1965 byl zavražděn agenty izraelské zpravodajské služby (Mosad). Agent Mosadu „Künzle", který Cukurse zabil, a novinář Gad Šimron napsali knihu The Execution of the Hangman of Riga, v níž Cukurse nazvali „Řezníkem z Rigy“, přičemž tento termín později převzalo několik dalších zdrojů.

## Průkopník letectví
Cukurs byl průkopníkem dálkového létání a ve 30. letech 20. století získal národní uznání za sólové mezinárodní lety (Lotyšsko-Gambie a Riga-Tokio). V roce 1933 získal pro Lotyšsko Harmon Trophy a byl považován za národního hrdinu, podobně jako Charles Lindbergh.
Cukurs postavil nejméně tři letadla podle svých vlastních návrhů. V roce 1937 podnikl 45 000 km dlouhou cestu po Japonsku, Číně, Indočíně a Indii v dřevěném jednoplošníku "Trīs zvaigznes" (registrace YL-ABA) vlastní výroby. Letoun byl poháněn motorem De Havilland Gipsy.
V roce 1940 navrhl prototyp střemhlavého bombardéru Cukurs C-6bis.

## Účast v Komandu Arajs
Během okupace Lotyšska nacistickým Německem v létě 1941 se Cukurs stal členem nechvalně proslulého Komanda Arajs s velitelem Viktorem Arajsem, které bylo zodpovědné za mnoho zločinů proti lidskosti pod vedením SD, nacistické bezpečnostní a zpravodajské služby.
Cukurs je zodpovědný za mnoho zločinů v průběhu holokaustu v Lotyšsku. Hrál hlavní roli v krutostech spáchaných v ghettu v Rize v průběhu Masakru v Rumbule, kdy bylo ve dnech 30. listopadu a 8. prosince popraveno 25 000 židovských obyvatel v lese Rumbula u Rigy. Po válce emigroval přes Francii do Brazílie, kde založil v São Paulu firmu na vyhlídkové lety. V Jižní Americe se snažil skrýt svoji identitu.

## Poválečný život
V průběhu Norimberského procesu jeho jméno několikrát zaznělo, ovšem obžalován nikdy nebyl. Po Cukursovi pátralo centrum Simona Wiesenthala a agenti izraelské tajné služby Mosad. Štěstí s vypátráním měli agenti z Mosadu, kdy se jejich agent vydával za rakouského nacistu s pseudonymem Anton Kunzle, který Cukurse vylákal na obchodní jednání do Montevidea v Uruguayi. Ze začátku ho chtěli unést stejně, jako Eichmanna, ovšem při zatýkaní dne 23. února 1965 se tak energeticky bránil, že ho střelili dvakrát do hlavy. U jeho těla nechali agenti dopis o trestu smrti, který byl vykonán jako odplata za smrt 30 000 obětí, za které nese zodpovědnost. Jeho tělo bylo pochováno v Montevideu, Uruguayi.

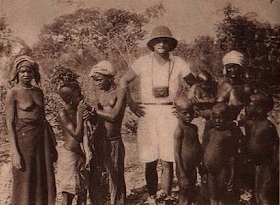
Cukurs v Gambii, 1933